# Aleksander Birkenmajer
Aleksander Ludwik Birkenmajer (ur. 8 lipca 1890 w Czernichowie, zm. 30 września 1967 w Warszawie) – polski historyk nauk ścisłych i filozofii, bibliotekoznawca, profesor Uniwersytetu Jagiellońskiego i Warszawskiego, dyrektor Biblioteki Uniwersytetu Poznańskiego (1939, 1945–1947).

## Życiorys
Był synem Ludwika Antoniego, astronoma i historyka nauki, oraz Zofii z Karlińskich, wnukiem astronoma Franciszka Karlińskiego. Brat Aleksandra Józef był poetą, tłumaczem i historykiem literatury, bratanek Krzysztof Birkenmajer został geologiem, członkiem PAN.
Kształcił się w szkole powszechnej i gimnazjum w Czernichowie k. Krakowa. W 1908 ukończył ze stopniem celującym VIII klasę i zdał z odznaczeniem egzamin dojrzałości w Zakładzie Naukowo-Wychowawczy Ojców Jezuitów w Bąkowicach pod Chyrowem (w jego klasie byli m.in. Leon Koppens, Stanisław Łoś, Kazimierz Papara). W latach 1908–1912 studiował filologię klasyczną, fizykę, matematykę oraz nauki pomocnicze historii na Uniwersytecie Jagiellońskim. W 1914 obronił doktorat na UJ na podstawie pracy Henri Bate z Mechlinu, astronom i filozof wieku XIII, a przypisywana mu „Krytyka tablic króla Alfonsa”, przygotowanej pod kierunkiem Władysława Natansona. Jeszcze w czasie studiów pracował w Obserwatorium Astronomicznym UJ. W 1918 uzyskał dyplom profesora gimnazjalnego. Od 1919 był związany z Biblioteką Jagiellońską; pracował początkowo jako starszy bibliotekarz, od 1924 kierował Działem Rękopisów i Starych Druków. Po przedstawieniu pracy Renesans nauk matematycznych i przyrodniczych w wiekach średnich został w 1929 docentem i kierownikiem Katedry Historii Nauk Ścisłych UJ. W 1933 ożenił się z Antoniną Gajewską (1909–1996). Od 1937 był również docentem bibliotekoznawstwa, w 1938 otrzymał nominację na profesora nadzwyczajnego. Z kierowania Katedrą Historii Nauk Ścisłych zrezygnował w 1931 w proteście wobec braku działań Ministerstwa Wyznań Religijnych i Oświaty Publicznej oraz władz uczelni na rzecz rozwoju nauki polskiej. 
Po tym, jak Stefan Vrtel-Wierczyński otrzymał nominację na dyrektora Biblioteki Narodowej w Warszawie, ogłoszono konkurs na nowego dyrektora Biblioteki Uniwersytetu Poznańskiego. Konkurs ten Aleksander Birkenmajer wygrał i objął stanowisko w 1939.  Po wejściu Niemców do Poznania biblioteka została opieczętowana, a znajdujące się w niej mieszkanie i księgozbiór prywatny profesora zarekwirowane, powrócił więc do Krakowa. W listopadzie 1939 został uwięziony w obozie koncentracyjnym w Sachsenhausen w ramach Sonderaktion Krakau. Zwolniony jesienią 1940 wrócił do pracy w Bibliotece Jagiellońskiej na stanowisko zwykłego bibliotekarza, zabezpieczał zbiory przed zagrożeniami wojennymi. Pracował w bibliotece do połowy 1944, gdy został zwolniony z powodu zaginięcia rękopisów przeznaczonych do wysyłki do nazistowskich Niemiec. 
Jeszcze pod koniec wojny, na mocy zarządzenia Ministra Oświaty z 15 lutego 1945 został mianowany okręgowym kierownikiem bibliotecznym dla województw poznańskiego i pomorskiego, odpowiedzialnym za zabezpieczenie i ochronę zbiorów. Powrócił wtedy z Krakowa do Poznania, obejmując ponownie funkcję Dyrektora Biblioteki Uniwersytetu Poznańskiego. Pozostał na tym stanowisku do 1947. Odbudował w tym czasie gmach Biblioteki ze zniszczeń wojennych, odzyskał jej księgozbiór rozlokowany przez Niemców hitlerowskich w magazynach zewnętrznych z przeznaczeniem do wywiezienia, oraz przywrócił funkcjonowanie, pomimo braku funduszy i kadr. Była to jednak tylko część jego pracy, gdyż z wymienionego wyżej mianowania wynikał również obowiązek pozyskania i zabezpieczenia księgozbiorów na terenie dwóch województw. Uprawnienia, jakie posiadał, miały związek również z później wydaną z Ustawą z 6  maja  1945  roku o majątkach  opuszczonych i porzuconych. Pierwsze dotyczyło majątków prywatnych - de facto nie tyle porzuconych co odebranych ziemianom polskim, którzy w nowym ustroju nie mogli już do nich powrócić. Drugie zaś dotyczyło majątków niemieckich, w tym zarówno zagrabionych Polakom w 1939, jak i należących kiedyś do Niemców, którzy po zmianie granic znalazły się na terenie Polski. Oznaczało to niezwykle intensywną pracę, nieustanne podróże, znajdowanie i zabezpieczanie zbiorów narażonych na zniszczenie, w tym ratowanie przed szabrownictwem czy to ludności czy wojsk sowieckich. Doceniany za te wysiłki, Aleksander Birkenmajer zapragnął jednak powrócić do rodzinnego Krakowa, gdzie objął stanowisko Dyrektora Biblioteki Jagiellońskiej w 1947, pozostając tam do 1951.
Na zlecenie Ministerstwa Oświaty przeprowadził w 1949 roku pierwszą w swojej karierze bibliotekarskiej wizytację Biblioteki Uniwersyteckiej oraz Zbiornicy Księgozbiorów Zabezpieczonych we Wrocławiu. W instytucjach znajdowały się poddane ochronie materiały biblioteczne. Do Zbiornicy Księgozbiorów Zabezpieczonych w latach 1947–1949 zwieziono z terenu Dolnego Śląska około 900 000 tomów, głównie poniemieckiej proweniencji.
W 1951 podjął pracę na Uniwersytecie Warszawskim; został profesorem zwyczajnym i kierownikiem Katedry Bibliotekoznawstwa. Przeszedł na emeryturę w 1960. W latach 1954–1966 kierował także Sekcją Historii Nauk Matematycznych, Fizyko-Chemicznych i Geologiczno-Geograficznych w Zakładzie Historii Nauki i Techniki PAN oraz przewodniczył Radzie Naukowej tego Zakładu.
Zmarł w Warszawie, pochowany 4 października 1967 na cmentarzu Rakowickim w Krakowie (kwatera XII B-płd-8).

## Znaczenie
Był uznanym światowym autorytetem w dziedzinie badań nad Kopernikiem i Arystotelesem; w połowie lat 30. skoncentrował się na problematyce bibliotekoznawstwa i księgoznawstwa, uważano go za eksperta oprawy romańskiej. W 1936 został członkiem korespondentem, w 1945 członkiem czynnym PAU; pełnił funkcje sekretarza kilku komisji tej akademii – Komisji Historii Nauk Matematyczno-Przyrodniczych, Komisji Historii Medycyny i Nauk Matematyczno-Przyrodniczych, a także Komitetu Słownika Łaciny Średniowiecznej w Polsce. W 1943 wchodził w skład Komitetu Obchodu Rocznicy Śmierci Mikołaja Kopernika PAU. Brał również udział w pracach innych akademii i towarzystw naukowych polskich i zagranicznych; był członkiem Międzynarodowej Akademii Historii Nauki (od 1935) i jej wiceprzewodniczącym (1959–1965), członkiem Królewskiego Towarzystwa Historycznego w Londynie, członkiem Związku Bibliotekarzy Czeskich w Pradze. Uczestniczył w XIII Międzynarodowym Zjeździe Bibliotekoznawców w Oslo (1947) oraz Międzynarodowych Kongresach Historii Nauki we Florencji (VIII, 1956) i Barcelonie (IX, 1959). W 1963 otrzymał godność Członka Honorowego Stowarzyszenia Bibliotekarzy Polskich.

## Publikacje
Przygotował wydanie I księgi dzieła Kopernika De revolutionibus (1953). Badał dorobek, życie i znaczenie Witelona, ustalił autorstwo dzieła Philosophia Pauperum św. Alberta Wielkiego, zajmował się pracami Arystotelesa. Ogłosił łącznie ponad 380 prac naukowych, m.in.:
- 1921: Prądy umysłowe XII i XIII stulecia[1],
- 1921: Studia nad Witelonem[1],
- 1924: Krakowskie wydanie tzw. Philosophia Pauperum Alberta Wielkiego[1],
- 1929: Nowoczesne budownictwo biblioteczne[1],
- 1932: Nowe szczegóły o dziejach księgozbioru Jakóba Brzeźnickiego,
- 1935: Odkrycia fragmentów nieznanych pism przyrodniczo-filozoficznych Dawida z Dinant,
- 1935: Zarys dziejów drzeworytnictwa ilustracyjnego w XV wieku,
- 1936: Witelo, najdawniejszy śląski uczony,
- 1936: Pecja[14]
- 1937: Astronomowie i astrologowie śląscy w wiekach średnich[15]
- 1953: Z dziejów autografu De Revolutionibus[16]
- 1961: Belgijski bibliofil Arseni Fasseau.
- 1963: Kopernik jako filozof[17]

Przewodniczący komitetu redakcyjnego dzieła Encyklopedia wiedzy o książce (1971).
Na prośbę Stanisława Kota napisał cztery hasła astrologia, astronomia, wiedza matem. fizyczna, wiedza o przyrodzie żywej do Encyklopedii staropolskiej Brücknera.

## Ordery i odznaczenia
- Krzyż Komandorski Orderu Odrodzenia Polski (1956)
- Złoty Krzyż Zasługi (dwukrotnie: 10 listopada 1933[19], 8 kwietnia 1948[20])
- Medal 10-lecia Polski Ludowej (19 stycznia 1955)[21]
- Odznaka 1000-lecia Państwa Polskiego (1966)